# Mladen Schwartz
Mladen Schwartz (Zagreb, 17. travnja 1947. – Zagreb, 14. rujna 2017.), bio je hrvatski političar, filozof i publicist. Osnovao je i vodio Novu Hrvatsku Desnicu od 1994. do 2003. godine. U Hrvatskoj zastupao je ideje europske Nove Desnice, neofašizma i hrvatskoga nacionalizma, a protivio se je liberalnoj demokraciji, komunizmu, multikulturalizmu unutar nacionalne države i globalizmu.

## Životopis
Mladen Schwartz rodio se je u Zagrebu 1947. godine, u židovskoj obitelji koja se formalno izjašnjavala hrvatskom. Otac Janoš (hebrejski Johanaan) mu je bio partizan i pukovnik JNA koji je od 1948. godine s obitelji živio u Beogradu. Schwartz je u Beogradu odrastao i polazio osnovnu školu i gimnaziju te, kod predstavnika beogradske filijale PRAXIS-usmjerbe, studij filozofije, pedagogije i povijesti umjetnosti, koji je kao jedan od najboljih studenata, okončao diplomiravši opširnom diplomskom radnjom o Anselmovu dokazu Božje opstojnosti. Već kao student surađivao je u novinama i časopisima s političkim i filozofskim prilozima, držao javna predavanja, a nastupao je i na državnoj TV (emisija o Voltaireu). U tisku svoje napise jedno vrijeme potpisivao je pseudonimom Benediktus. Nakon sukoba s vlastima napustio je Jugoslaviju. Jugoslaviju je napustio 7. veljače 1973. godine otišavši u Njemačku, gdje je dobio azil. U Njemačkoj je studirao filozofiju na sveučilištima u Freiburgu i Hohenheimu, i uključio se je u redove hrvatske političke emigracije.
Nakon demokratskih promjena 1990. godine vrato se je u domovinu, uključio u Hrvatsku stranku prava i jedno vrijeme uređivao je stranačko glasilo Hrvatsko pravo. Od 1994. do 2003. godine vodio je Novu hrvatsku desnicu (NHD), radikalno desnu političku organizaciju, i bio glavnim urednikom lista Ultimatum!. Nakon objavljene odluke u hrvatskim općilima o raspuštanju Nove Hrvatske Desnice, 2003. godine, koja je ujedno značila, "nakon preko tri desetljeća!", njegovo "povlačenje iz djelatne hrvatske politike i borbe" bavio se je publicističkim radom, te je objavio više političko-filozofskih knjiga i nekoliko stotina članaka u tisku. Od 2010. do 2013. godine vodio na međumrežju blog Schwartze Garde.
Umro je u Zagrebu, nakon duge i teške bolesti 14. rujna 2017. godine.

## Političko stajalište
Kao političar i publicist, zastupao je stajalište blisko Konzervativnoj Revoluciji, Novoj Desnici te neofašizmu. Ljevičare u njegovu nastupu osobito je smetala uporaba nacionalističkih sintagmi. Kritizirao je liberalnu parlamentarnu demokraciju, navlastito političke stranke (višestranačje), kao i "civilno društvo". Zagovarao je provođenje nacionalne revolucije te uvođenje radikalne nacionalističke diktature, pri čemu je nastupao i kao apologet fašističke ideologije i prakse, posebice nacionalsocijalizma i ustaštva, niječući holokaust, zbog čega ga se često optuživalo za antisemitizam, unatoč tome što je i sam podrijetlom židov. Svoj politički program on je otvoreno izložio u nizu knjiga i napisa, navlastito u svojim desničarskim novinama Ultimatum!, u 9 točaka:
- Državotvorni nacionalizam
- Pravednost i solidarnost
- Vođa – Elita – Narod
- Opća mobilizacija hrvatske desnice, hrvatske vojske i iseljene Hrvatske
- Politizacija vojske, militarizacija politike
- Rušenje Europske unije iznutra, sinergijom zdravih snaga u europskim narodima
- Novi Narod: uzdizanje hrvatskoga naroda na višu razinu Bitka
- Nacionalna revolucija – nacionalna diktatura
- Protiv uresnih popravaka; podvlačenje crte. Stvaramo Sve Novo.

## Politička djelatnost
Nakon odlaska iz Jugoslavije 7. veljače 1973. godine i dobivši azil u Njemačkoj Mladen Schwartz uključio se je u redove hrvatske političke emigracije. Tijekom boravka u Njemačkoj surađivao je u konzervativnome dvomjesečniku Criticón (München), Hrvatskoj državi, Danici i inima. Bio je suutemeljiteljem Hrvatskoga lista (Lund-Washington, 1978. – 1983.) u kojemu je i pisao. Nakon utrnuća Hrvatskoga lista nastavio je pisati i surađivati u Hrvatskome Tjedniku (Melbourne). Bio je predsjedateljem Židovskoga odbora za Slobodnu Hrvatsku (New York, 1977. – 1985.). Nakon toga bio je pročelnikom odjela za politička pitanja i odjela za vanjske veze u Hrvatskome državotvornome pokretu.
Mladen Schwartz održavao je kontakte i suradnju s desničarskim strankama i pojedincima u Europi i svijetu, primjerice s Nationaldemokratische Partei Deutschlands (NPD) u Njemačkoj. Kritizirao je hrvatsku službenu politiku zbog prihvaćanja liberal-demokratske ideologije i prakse te podređenosti zahtjevima međunarodne zajednice, a osuđivao je i američke ratove u Afganistanu i Iraku kao imperijalne pohode usuglašene i s ciljevima cionizma. On je smatrao kako se moramo boriti protiv dekadencije, predviđajući i pripravljajući Novi Eon, novu epohu veličine i duha, i u tome vidio najvažniju zadaću svoju i svojih istomišljenika u naše doba. U svojoj knjizi Što je to – desnica? predlaže fašističku ideju kao sredstvo i poticaj u otporu globalizaciji, demokratizaciji te inim zlima ovoga doba. Na izborima za Hrvatski sabor 2011. godine kandidirao se je u 1. izbornoj jedinici kao 6. na Neovisnoj listi nositelja Hrvoja Mirkovića, no nije izabran u Hrvatski sabor. Na izborima za Europski parlament u Hrvatskoj 2013. godine bio je kandidatom na listi Autohtone – Hrvatske stranke prava, no nije izabran u Europski parlament.

## Filozofski nazori
Kao filozof nastojao je pomiriti i uskladiti dvije ideje koje su u povijesti filozofije zastupane ponajčešće izdvojeno: transcendenciju i hijerarhiju. Isticao je Platona i Nietzschea kao najvažnije figure u povijesti filozofije. Bavio se je ponajviše metafizikom i političkom filozofijom.
Mladen Schwartz protivio se je egalitarizmu, smatrajući razlike među ljudima nepromjenjivom činjenicom, i to stajalište razlika nazivao je diversizmom. On je odbacivao multikulturalizam u okviru jedne nacionalne države, ali se na svjetskom planu zalagao upravo za uščuvanje i razvijanje razlika među rasama, narodima i kulturama. Srodno stavovima Nove Desnice zastupao je etnopluralizam, shvaćajući nacije kao temeljni izraz povijesnoga bitka. Za razliku pak od Nove Desnice u Europi, Schwartz nije promatrao kršćanstvo u negativnom svjetlu.

## Djela
Mladen Schwartz napisao je više tisuća objavljenih sastavaka, rasprava i eseja.

### Knjige
Autorom je odnosno suautorom sljedećih knjiga:
- Menschenrechte und Religionsfreiheit in Jugoslawien (s Rudolfom Grulichem i Hans-Peterom Rullmannom), Königstein, 1986.
- Das kroatische Trauma – Kulturpsychologisches über ein Volk am Rande der Vernichtung (s Hrvojem Lorkovićem i Antunom Pinterovićem), Koblenz, 1991.
- Protokoli, Židovi i Adolf Hitler, Zagreb, 1997.
- Hrvatska nakon Tuđmana: studija o nacionalnom usudu, Zagreb, 2000.
- Što je to – Desnica?: o jednoj mrcvarenoj kategoriji, Zagreb, 2001.
- Laž, zločin i smrt demokracije: 101 razlog protiv pukovlađa, Zagreb, 2003., ISBN 053-98181-2-5 nevaljani ISBN
- Novi Protokoli sionskih mudraca XXI stoljeće ili Kako uništiti svijet: s dodatkom Kako spasiti svijet, Zagreb, 2004.[10]
- Članci i pripovijesti, Rijeka, 2004.
- Schwartz o Starčeviću: nepoznato i neobično o Staromu: s otvorenim pismom Mladena Schwartza hrvatskom narodu, priredila i izdala te pogovorom popratila: Ana Lučić, Zagreb, 2007., ISBN 978-953-98181-4-0
- Bleiburg i Haag: kako propadaju hrvatske države, Zagreb, 2009., ISBN 978-953-98181-6-8 nevaljani ISBN
- Bruno Bušić: junak, prorok, mučenik, Zagreb, 2011.[11]

### Članci uHrvatskoj reviji
- Misao i čin – Knjiga Dra Ive Korskoga: "Hrvatski nacionalizam": Sažetak jednog nacionalno-političkog iskustva. Sv. 1., str. 28. – 48., 1984.[4]
- Pismo uredništvu. Jersbek, 4. studenoga 1987. Sv. 4., str. 788–789. (Osvrt na dopis dra E. Bauera u vezi s prikazom njegove knjige u Božićnom broju "Hrvatskog Tjednika" 1986.)[4]

## Vanjske poveznice
- Mladen Prenc, Intervju, Mladen Schwartz. Josipović je šef Republike Antihrvatske, dobre za Cigane, Židove i političke homoseksualce, dnevno.hr, 29. svibnja 2012.